# Cinéma Eldorado
Pour les articles homonymes, voir Eldorado (homonymie).
Le Cinéma Eldorado est un complexe cinématographique Art et Essai indépendant de Dijon en Côte-d'Or.

## Histoire
Le permis de construire l'édifice a été accordé le 17 octobre 1919 et le cinéma et a été inauguré en juillet 1920. Le bâtiment, dont la façade est dans le style Art déco, avec des emprunts « à l'architecture classique, comme les tables saillantes à gouttes », occupe l'emplacement des ruines d'une ancienne salle de bal que fréquentaient les ouvriers qui travaillaient dans les environs. La salle est classée Art et Essai depuis 1972 . La façade du cinéma Eldorado a été inscrite au titre des monuments historiques par arrêté du 20 août 1986.
Dirigé depuis janvier 2008 par Matthias Chouquer, qui succédait à Alain Cramier, l'Eldorado a rouvert ses portes après restauration en 2012. Le cinéma accueille également chaque année le Festival international du court-métrage de Dijon pour la cérémonie de clôture et la remise des prix depuis 1995.

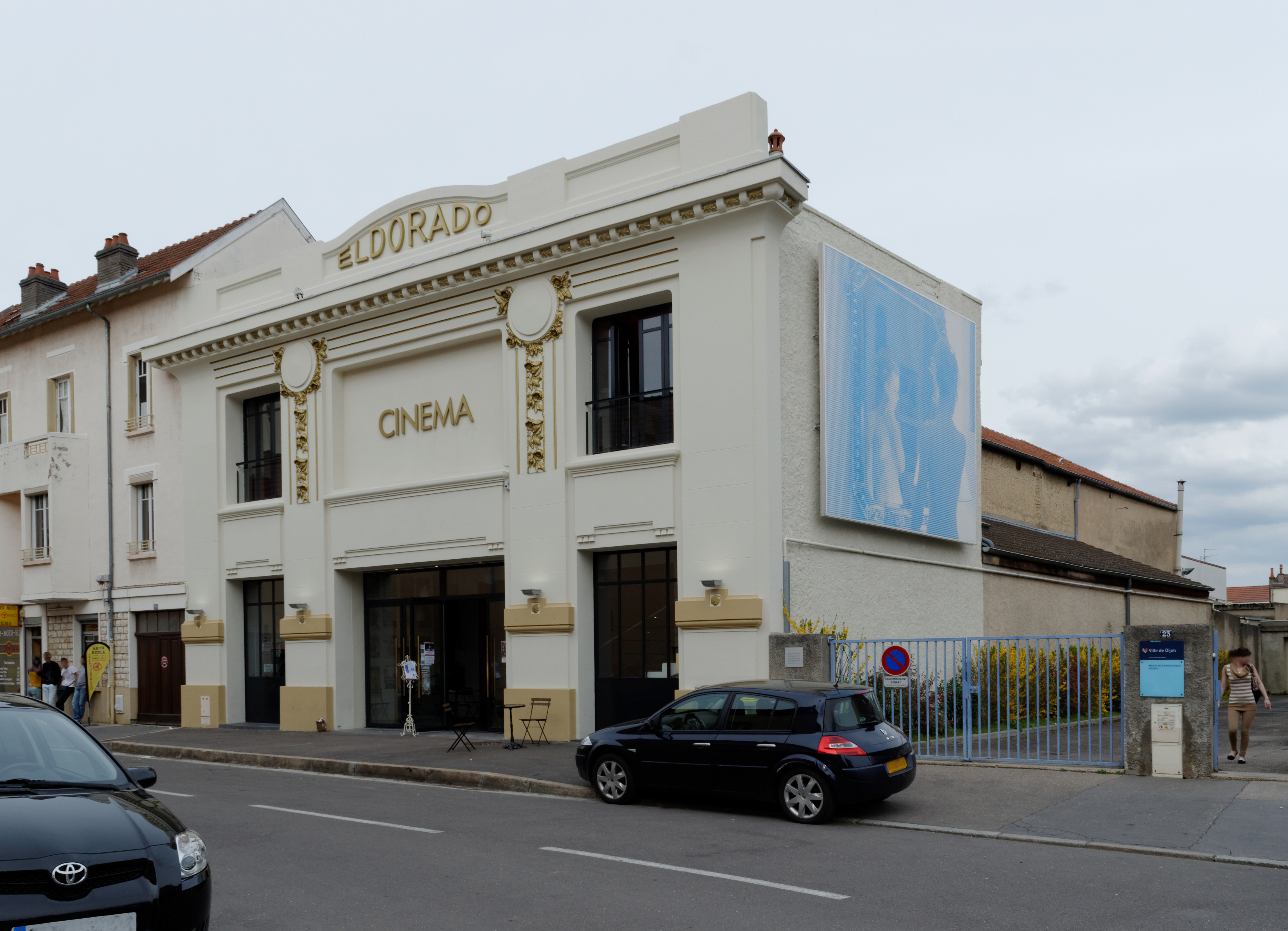
Vue de côté.
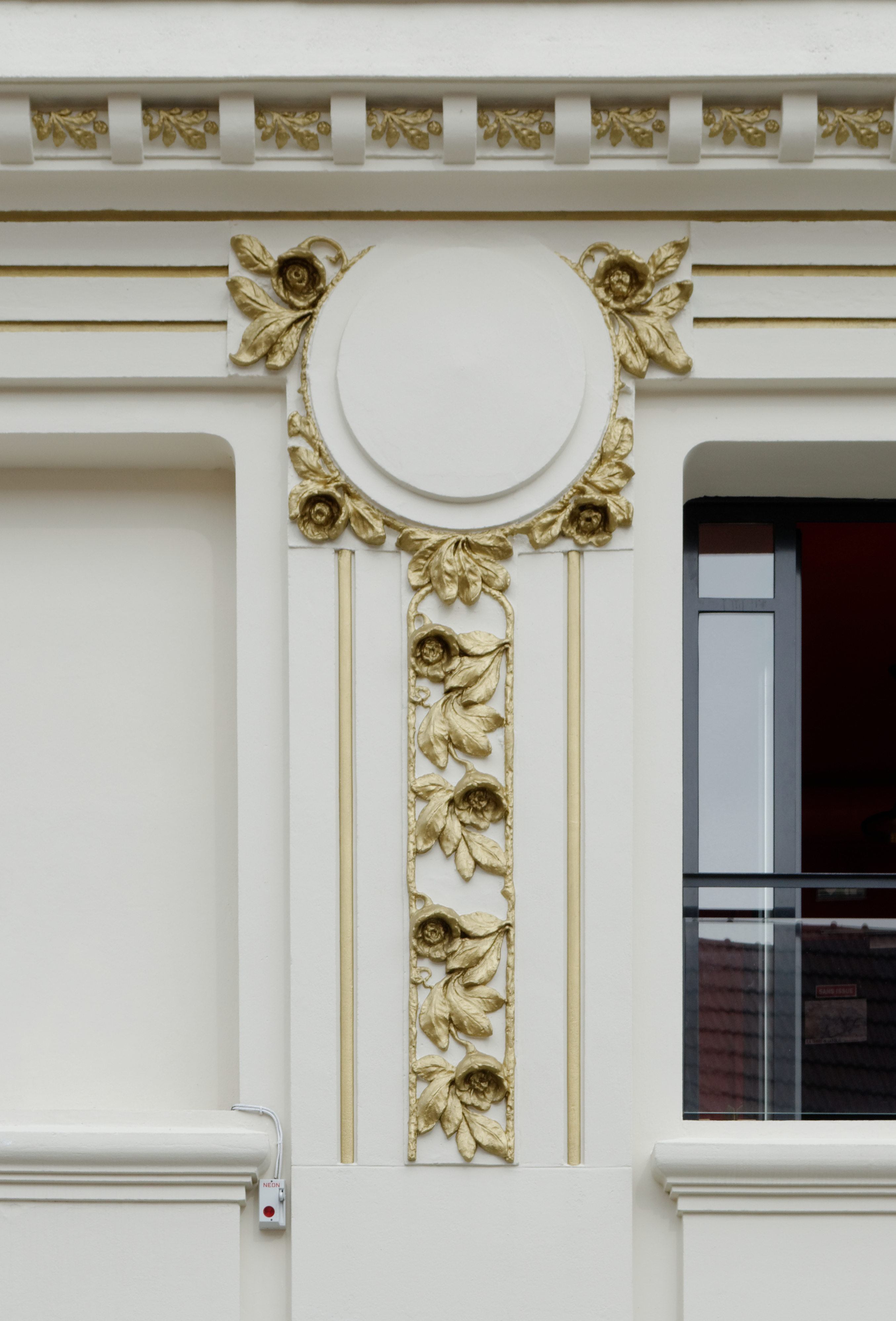
Détail de la façade : chute de fleurs.